# Searsboro
Searsboro è una comunità non incorporata degli Stati Uniti d'America, situata nello stato dell'Iowa, nella contea di Poweshiek. Fino al 2011 la località era classificata come city.